# Windward Viaducts
Die Windward Viaducts sind ein Hochstraßenabschnitt der Interstate H-3 in der Nähe von Kāneʻohe auf der Ostseite der Insel Oʻahu, einer der acht Hauptinseln des Bundesstaates Hawaii der USA. Der 1997 eröffnete Interstate Highway zwischen Pearl Harbor und der Marine Corps Base Hawaii verläuft über die Koʻolau Range und durchquert diese ehemalige Vulkankraterwand mit dem 1,5 Kilometer langen Tetsuo Harano Tunnel. Die Zufahrten zur Ost- und West-Seite des Tunnels, was der Luv- und Lee-Seite der Koʻolau Range entspricht (engl. windward und leeward), wurden über je zwei separate etwa zwei Kilometer lange Spannbeton-Viadukte mit zwei Fahrstreifen pro Richtung realisiert. Die Windward Viaducts verlaufen vom Ostportal des Tetsuo Harano Tunnels bis zum kleineren Hospital Rock Tunnel, am Westportal schließen sich auf der Lee-Seite die North Halawa Viaducts an. Das tägliche Verkehrsaufkommen über die Windward Viaducts lag 2019 bei 55.500 Fahrzeugen.

## Geschichte
Die Topographie der Insel Oʻahu ist geprägt durch die Überreste der erloschenen Schildvulkane Waiʻanae im Westen und Koʻolau im Osten. Von diesen sind nur noch Teile der Vulkankraterwände vorhanden, die die ausgedehnte Waiʻanae Range und Koʻolau Range bilden; die anderen Teile der Krater sind über die Zeit erodiert oder im Pazifischen Ozean versunken. Zwischen ihnen befinden sich der natürliche Hafen Pearl Harbor und südöstlich davon Honolulu, die Bundeshauptstadt von Hawaii. Erst Mitte des 19. Jahrhunderts entstand mit der Pali Road eine erste Straßenverbindung über die Koʻolau Range zur Ostküste der Insel, die einem alten Pfad über den Kraterrand folgte. Ab 1896 wurde die Straße zum Pali Highway ausgebaut, deren Trassierung man in den 1950er Jahren mit einem Tunnel durch die Koʻolau Range optimierte; der Highway wurde später die Hawaii Route 61. Eine weitere Verbindung mit einem Tunnel durch die Koʻolau Range entstand ab den 1950er Jahren mit dem Likelike Highway, der heutigen Hawaii Route 63.

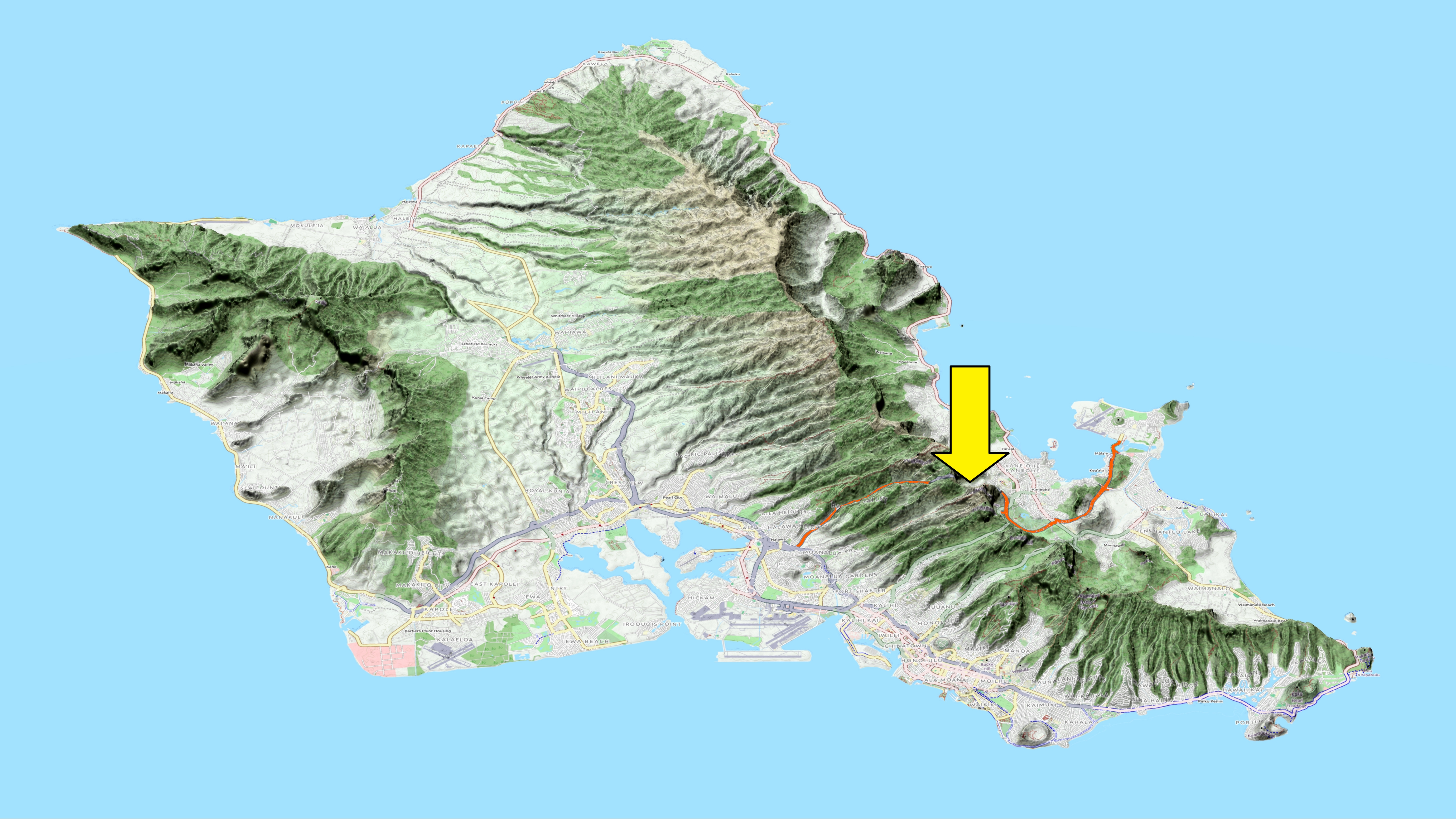
Die Windward Viaducts auf der Luv-Seite (Ost-Seite) der Koʻolau Range, einem alten Vulkankrater, dessen östlicher Teil im Pazifischen Ozean versunken ist.

Die Verbindungen über die Koʻolau Range förderten die Entwicklung der Ostküste von Oʻahu, die mit einem stetig steigenden Verkehrsaufkommen einherging. Waren es 1953 noch knapp 13.000 Fahrzeuge täglich über die Pali Road, so stieg die Zahl auf über 98.000 Fahrzeuge über den Pali und Likelike Highway im Jahre 1986. Bis zum Jahr 2000 wurde eine Steigerung auf täglich 140.000 Fahrzeuge prognostiziert und schon Anfang der 1960er Jahre der Bau eines zusätzlichen Interstate Highways geplant. Insgesamt waren drei Autobahnen mit einer Gesamtlänge von 84 Kilometern auf der Insel vorgesehen, von denen die Interstate H-3 nördlich der Hawaii Route 61 über 27 Kilometer zwischen Hālawa nahe Pearl Harbor und der Marine Corps Base Hawaii an der Ostküste, zwischen Kāneʻohe und Kailua, verlaufen sollte. Durch den 1970 in Kraft getretenen National Environmental Policy Act waren umfangreiche Maßnahmen zur Umweltverträglichkeitsprüfung notwendig geworden und Widerstände einiger lokaler Verbände verzögerten die Planungen des Hawaii Department of Transportation in Zusammenarbeit mit Parsons Brinckerhoff sowie den Baubeginn bis zum Ende der 1980er Jahre.
Die Windward Viaducts waren einer der drei großen Bauabschnitte der H-3, die zusammen mit den North Halawa Viaducts auf der West-Seite der Koʻolau Range (Lee-Seite) die Zufahrten zum 1,5 Kilometer langen Tetsuo Harano Tunnel bilden. Die Viadukte und der Tunnel wurden jeweils als separate Trassen pro Fahrtrichtung ausgeführt, wobei die Windward Viaducts von den Ostportalen der Tunnelröhren eine zwei Kilometer lange S-Kurve bis zum kleineren etwa 100 Meter langen Hospital Rock Tunnel beschreiben. Die Errichtung der Viadukte durch das Joint Venture aus SCI Engineers & Constructors und E. E. Black dauerte von 1990 bis 1993 und kostete 136 Mio. US-Dollar. Die Fertigstellung der restlichen Bauabschnitte der H-3 benötigte aber noch weitere vier Jahre, bis die Autobahn 1997 schließlich eröffnet werden konnte.

## Beschreibung

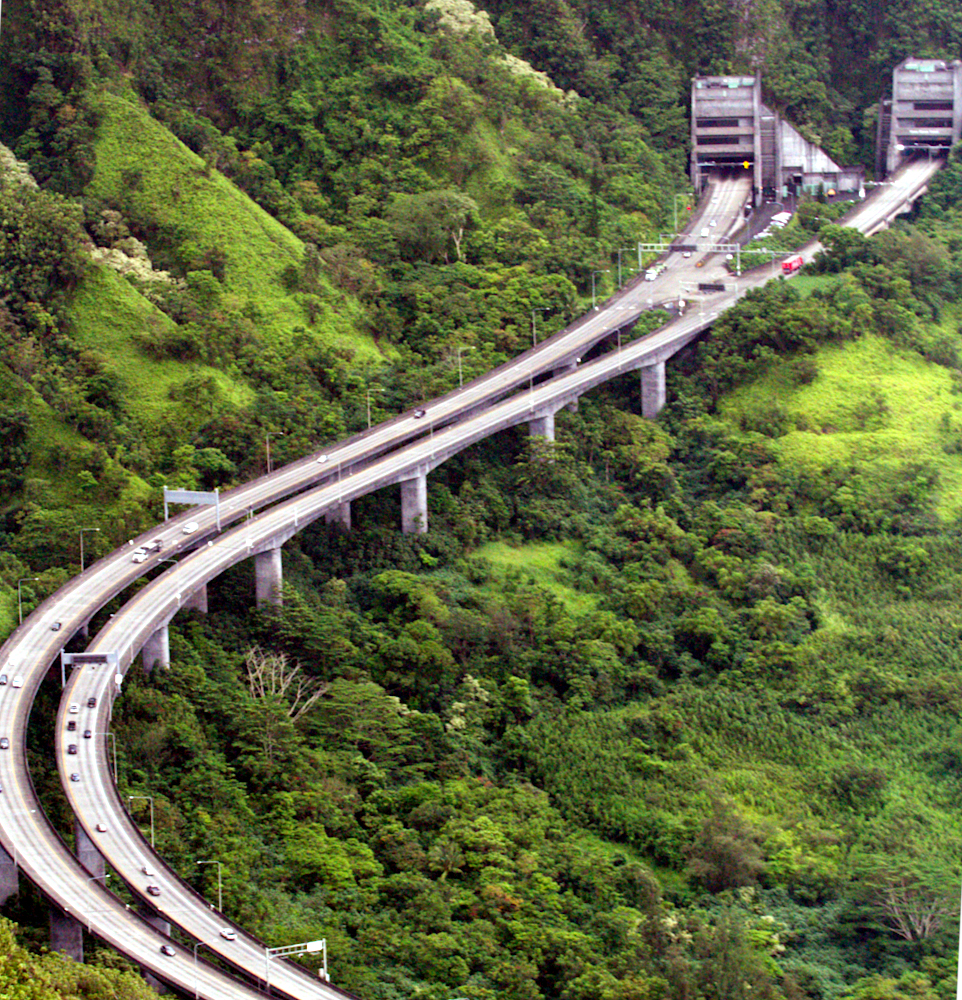
Blick auf die Ostportale des Tetsuo Harano Tunnels, der sich am nördlichen Ende der Viadukte befindet

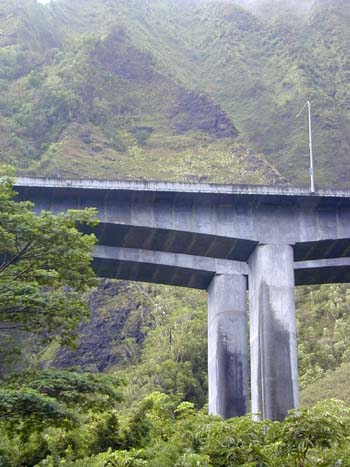
Die Viadukte ruhen auf 23 bis zu 49 m hohen Stahlbeton-Pfeiler-Paaren

Die Windward Viaducts liegen in Ost-West-Ausrichtung und bestehen aus zwei separaten Richtungsfahrbahnen mit Längen von 2015 m auf der Nordseite (Talseite, inbound) und 2017 m auf der Südseite (Hangseite, outbound). Die als Spannbeton-Hohlkasten-Brücken ausgeführten Viadukte haben über die gesamte Länge einen Abstand von 20,5 m, nur am westlichen Ende vor dem Tetsuo Harano Tunnel vergrößert sich dieser auf 22,5 m. Beide Viadukte gliedern sich in 24 Brückenfelder mit Längen von etwa 52 m bis 92 m. Der Überbau ruht auf 2 × 23 Stahlbeton-Pfeilern und den jeweiligen Widerlagern. Zur Pfahlgründung der Pfeiler wurden jeweils sechs bis zu 43 m tiefe Löcher von 1,5 m Durchmesser in das Vulkangestein gebohrt und direkt in diesen Stahlbetonpfähle ohne Außenhülle gegossen, verbunden mit einer gemeinsamen 2 m hohen Abschlussplatte. Die Pfeiler selbst sind im Querschnitt als Hohlkästen mit zwei Kammern aufgebaut, mit Außenmaßen von 4,3 m × 6,7 m. Die Höhen variieren zwischen 3,6 m und 48,8 m.
Der Überbau beider Viadukte wurde aus insgesamt 1388 vorgefertigten Segmenten zusammengesetzt, mit einheitlichen unteren Kastenbreiten von 6,7 m und Höhen zwischen 2,5 m in der Brückenfeldmitte und 4,9 m über den Pfeilern. Die Fahrbahnebene erreicht dadurch eine Höhe von bis zu 94 m über dem Boden. Die Längen der Segmente wurden dahingehend angepasst, dass sie das Gewicht von 75 t nicht überschritten. Die Fahrbahnplatte hat eine Breite von 12,5 m bis 15,6 m und ist bedingt durch den kleinsten Kurvenradius von 470 m bis zu 6,8 % quer zur Fahrtrichtung geneigt; das Längsgefälle über die Viadukte beträgt etwa 5 %. Jede Richtungsfahrbahn bietet Platz für je zwei Fahr- und einen Seitenstreifen, wobei die Fahrbahnebene des hangseitigen Viaduktes (Südseite) größtenteils höher liegt als die des talseitigen Viaduktes (Nordseite).